# Son of a Gun
Pour plus de détails, voir Fiche technique et Distribution.
Son of a Gun ou Le Fils adoptif au Québec est un film d'action britannico-canado-australien écrit et réalisé par Julius Avery, sorti en 2014. 

## Synopsis
JR , jeune homme de dix-neuf ans, auteur d'un délit mineur, est envoyé pour la première fois dans un des établissements pénitentiaires les plus durs d'Australie pour six mois. Il y découvre les clans qui régissent cette prison et les abus sexuels sur les plus faibles. Grâce à sa connaissance des échecs, il fait la connaissance de Brendan Lynch, ancien ennemi public no 1 australien qui joue aux échecs par correspondance. Ce dernier, spécialiste des braquages et condamné plusieurs fois à la prison à vie, remarque le jeune homme pour son manque d’expérience mais aussi pour son esprit stratégique. Venant en aide à son compagnon de cellule qui est harcelé par des détenus, JR est approché par Brendan qui lui propose sa protection. En échange, à sa sortie de prison, il doit le faire évader avec deux autres complices. À sa libération, JR  rencontre la belle Tasha dont il tombe amoureux. Elle le met en relation avec Sam, le cerveau du gang de Brendan et lui fournit le plan d'évasion. Alors que Brendan organise une mutinerie, JR détourne un hélicoptère qui permet de faire évader Brendan et ses deux hommes. Une fois dehors, Brendan organise un braquage d'envergure, le vol d'un stock d'or dans une mine aurifère. En récompense, JR est invité à rejoindre son gang. Mais l'affaire tourne mal.

## Fiche technique
- Titres original et français : Son of a Gun
- Titre québécois : Le Fils adoptif
- Réalisation et scénario : Julius Avery
- Direction artistique : Fiona Crombie
- Décors : Sophie Nash
- Costumes : Terri Lamera
- Photographie : Nigel Bluck
- Son : William Ward
- Montage : Jack Hutchings
- Musique : Jed Kurzel
- Production : Timothy White
- Sociétés de production :Altitude Film Entertainment, Daydream Productions Limited, Hopscotch Entertainment One, Media House Capital, Screen Australia, Screenwest, Lotterywest et Screen NSW
- Sociétés de distribution : Entertainment One (Australie et Canada) ; Koch Media (Royaume-Uni)
- Pays d’origine :  Australie /  Canada /  Royaume-Uni
- Langues originales : anglais, serbo-croate
- Format : couleur
- Genre : action
- Durée : 108 minutes
- Dates de sortie  : 
  - Australie : 16 octobre 2014 (avant-première mondiale)
  - Royaume-Uni : 30 janvier 2015
  - Belgique : 11 mars 2015
  - France : 1er mai 2015 (en vidéo à la demande)

## Distribution
- Ewan McGregor (VF : Michaël Cermeno) : Brendan Lynch
- Brenton Thwaites (VF : Michel Barrio) : Jesse Ryan "JR" White
- Alicia Vikander (VF : Sophie O) : Tasha
- Jacek Koman (VF : Jean-Paul Szybura) : Sam Lennox
- Matt Nable (VF : Éric Bonicatto) : Sterlo
- Tom Budge (en) (VF : Julien Chettle) : Josh
- Nash Edgerton : Chris
- Damon Herriman : Wilson

## Autour du film
- Au début du film (12 min 49 s) Brendan Lynch, dans sa cellule avec JR, est en train de faire une partie d'échecs en lui racontant le fameux match entre Fischer et Spassky lors du Championnat du monde d'échecs de 1972.